# Susan Landale
Susan Landale (née le 18 juillet 1935 à Édimbourg) est une organiste et professeur écossaise résidant en France.

## Biographie
Susan Landale effectue ses études à l'Université d'Édimbourg et sur l'orgue de la Cathédrale d'Édimbourg, puis travaille à la fin des années 1950 et pendant plusieurs années, à Paris auprès d'André Marchal.
Elle a enseigné au Conservatoire de Rueil-Malmaison et participé en tant que membre de jurys à nombre de concours internationaux, notamment St Albans, Chartres, Lyon, Prague, le concours Petr Eben d'Opava, Montréal et Lübeck. 
Susan Landale a été organiste de l'Église Saint-George de Paris dans les années 1960, elle est organiste de l'église Saint Louis des Invalides et professeur à la Royal Academy of Music de Londres.
Elle a enregistré pour le label Calliope des œuvres de Tournemire, Franck, Vierne et Messiaen.
Parmi ses élèves, figurent Philippe Bardon, Véronique Le Guen, Henry Fairs, Michael Matthes, Irena Chřibková, Petr Rajnoha (cs), Tomáš Thon (cs), Jean-René Louët
Susan Landale a créé Prelude 1, « Happy Birthday » de Petr Eben, au Peabody Conservatory de Baltimore, en septembre 2000.

## Prix et distinctions
- 1963 : Premier prix au premier concours international d'orgue de St Albans (Angleterre)
- 2003 : le Royal College of Organists britannique, lui décerne la distinction de « Fellow honoris causa »
- 2009 : la Royal Academy of Music de Londres, la fait « Associate of the Royal Academy of Music ».

## Écrits
- La musique d'orgue de Petr Eben, dans L’Orgue, Association des Amis de l'orgue ; revue no 169, 1976
- Olivier Messiaen: Musical Language, Musical Image, dans Music : The AGO et RCCO Magazine, décembre 1978, p. 36-39
- Petr Eben's works for organ with other instruments, dans Graham Melville-Mason (éd.), A tribute to Petr Eben : to mark his 70th birthday year, Dvořák Society, 2000 (OCLC 45828925)

## Discographie
- Eben, Musica Dominicalis, Laudes, Mutationes, Okna - Église Saint-Jacques de Stockholm ; Konradin Groth, trompette (3-5 août 1981/13-15 avril 1982, 3LP/2CD Lyrinx LYR  8204-031/033) (OCLC 19520559)
- Franck, Intégrale de l’Œuvre pour grand orgue - Orgues Cavaillé-Coll : Église Saint-Sulpice de Paris (1862) ; Église Saint-Étienne de Caen (1882) ; Basilique Santa Maria del Coro (1863) de San Sebastian (2002, 2CD Calliope CAL 9941-2 / Phaia Music 4748)[3] (OCLC 417566151)
- Mendelssohn, 6 Sonates pour orgue - grandes orgues Buchholz (1841) de l'Église Saint-Nicolas de Stralsund, de St. Marien de Barth et de l'Église Saint Marien de Demmin (juillet 2008, Arpège/Calliope CAL 9751)[4] (OCLC 495196420), (BNF 42011710)
- Messiaen, La Nativité, Le Banquet Céleste, l’Apparition de l'église éternelle - Grand Orgue Cavaillé-Coll de Église Saint-Vincent-de-Paul de Paris (1987, Adda CD58-1039) (OCLC 716234916)
- Messiaen, Les Corps Glorieux - L'Ascension - orgue de l'Église Saint-Vincent-de-Paul (Adda CD58 1059)
- Messiaen, Livre du Saint Sacrement - Orgue Cavaillé-coll de l'Abbaye Saint-Ouen de Rouen (28 novembre-1er décembre 1994, Accord 204 862 ; 465 349-2)[4] (OCLC 731361835 et 39849833)
- Tournemire, Office de l’Assomption, Cinq Improvisations - Ensemble grégorien Magnus Liber ; Orgue Cavaille-Coll de l'Église Saint-Étienne de Caen (avril 2000, Calliope CAL 9926)[5] (OCLC 48209095)
- Vierne, Pièces de fantaisie - Orgue Cavaillé-coll de l'Abbaye Saint-Ouen de Rouen (Accord)
- Paris au tournant du siècle : Gigout, Vierne, Pierné, Huré, Tournemire - orgue Dominique Oberthur de la Cathédrale Saint-Étienne d'Auxerre (1992, REM 311202 XCD)[6] (OCLC 32398808)

LP
- L'Orgue anglais : Tallis, Gibbons, Bull, Locke, Blow, Purcell, Stanley, Arne, Boyce… - Orgue Thamar de St. Michael's Church, Framlingham (1972, LP Erato EDO 241)[7] (OCLC 613305114)